# Маш
Маш (алб. Mash) је насељено место у општини Тропоја у округу Кукеш, Албанија. Према попису из 1989. године било је 420 становника.
Маш су једно од насеља племена Битићи.